# Nathan Augustus Cobb
Nathan Augustus Cobb (1859-1932) est un nématologiste américain.

## Publications

### 1898
- (en) Cobb N.A., 1898. Extract from MS. report on the parasites of stock. WA Gullick.
- (en) Cobb N.A., 1898. Australian free-living marine nematodes. Proceedings of the Linnean Society of New South Wales.

### 1913
- (en) Cobb N.A., 1913. New nematode genera found inhabiting fresh water and non-brackish soils. Journal of the Washington Academy of Sciences.

### 1920
- (en) Cobb N.A., 1920. One hundred new nemas (type species of 100 new genera). Contributions to a science of nematology. 9: 217-343.

### 1922
- (en) Cobb N.A., 1922. Greeffiella (Trichoderma Greeff, 1869, not Trichoderma Steph., 1835). Journal of the Washington Academy of Sciences 12: 299–303.

### 1924
- (en) Cobb N.A., 1924. Observations on nemas [in Society Proceedings]. Journal of parasitology 11(2): 107–109.

### 1926
- (en) Cobb N.A., 1926. The species of Mermis, a group of very remarkable nemas infesting insects. Journal of Parasitology 13: 66–72, DOI 10.2307/3271636.